# KInfoCenter
KInfoCenter é um utilitário do KDE que fornece informações sobre o sistema do usuário.
Antes do KDE 3.1, ele era integrado ao centro de controle. A maioria das opções foram originalmente projetadas para o Linux, mas muitas foram portadas para outros sistemas operacionais. Ele também fornece informações úteis sobre o KDE, como os escravos KIO disponíveis.

## Informações fornecidas
As informações fornecidas pelo KInfoCenter são divididas nas seguintes subseções fornecidas por vários plug-ins do KCM:
- Canais DMA
- Dispositivos
- Dispositivos de Armazenamento
- Dispositivos USB
- Estado do Samba
- Interfaces de Rede
- Interrupções
- Memória
- OpenGL
- Partições
- PCI
- PCMCIA
- Portas de E/S
- Processador
- Protocolos
- SCSI
- Servidor X
- Wayland

## Galeria

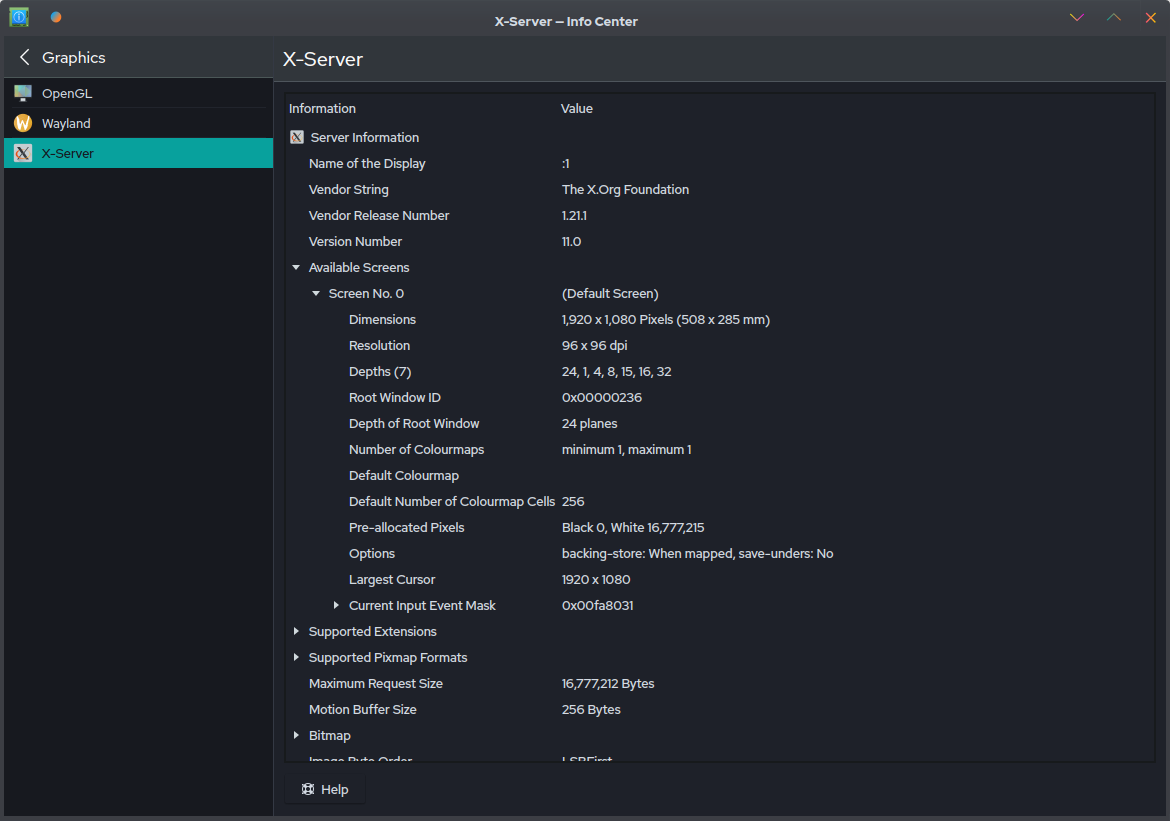
Servidor X
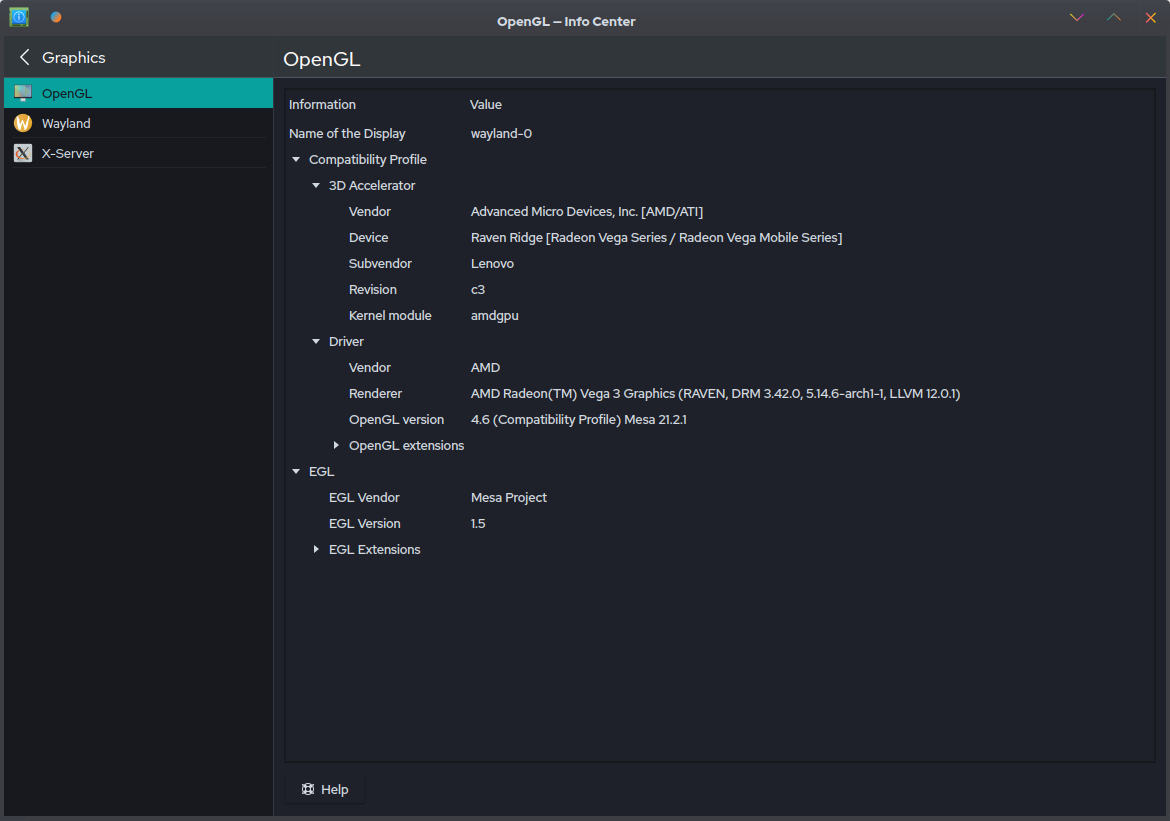
OpenGL
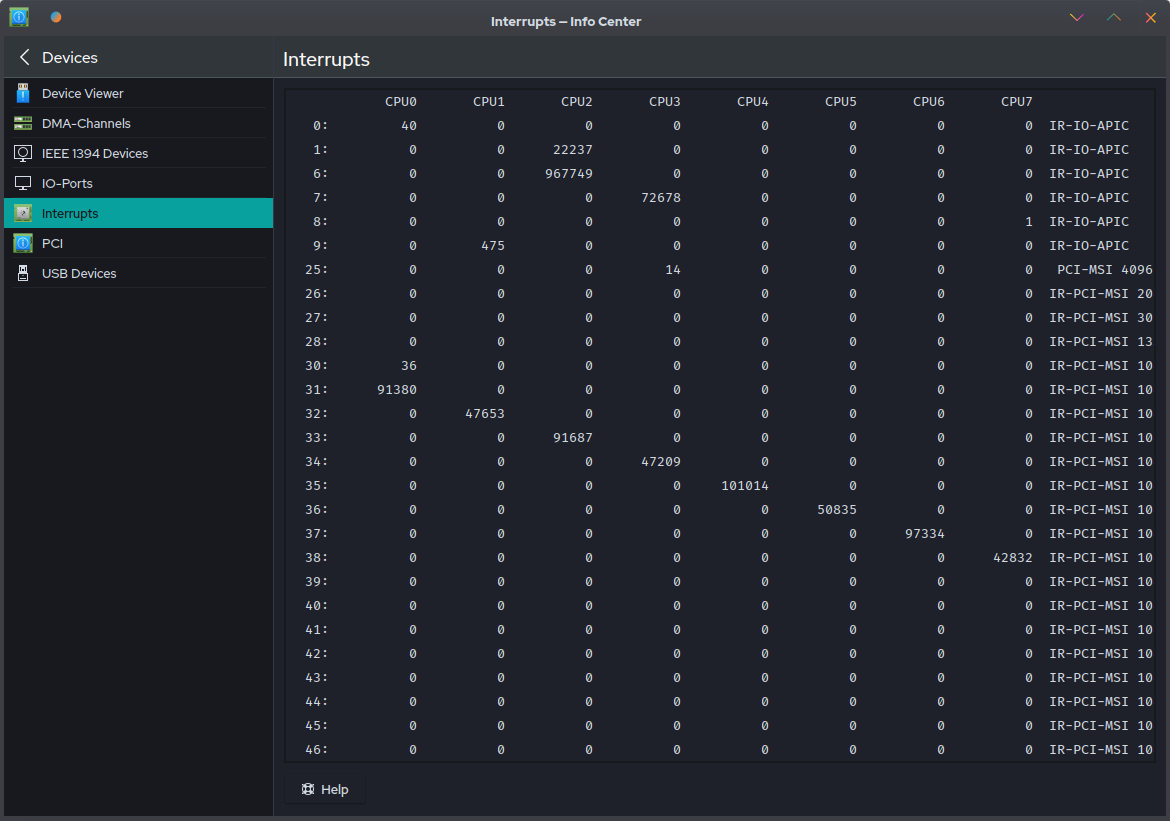
Interrupções
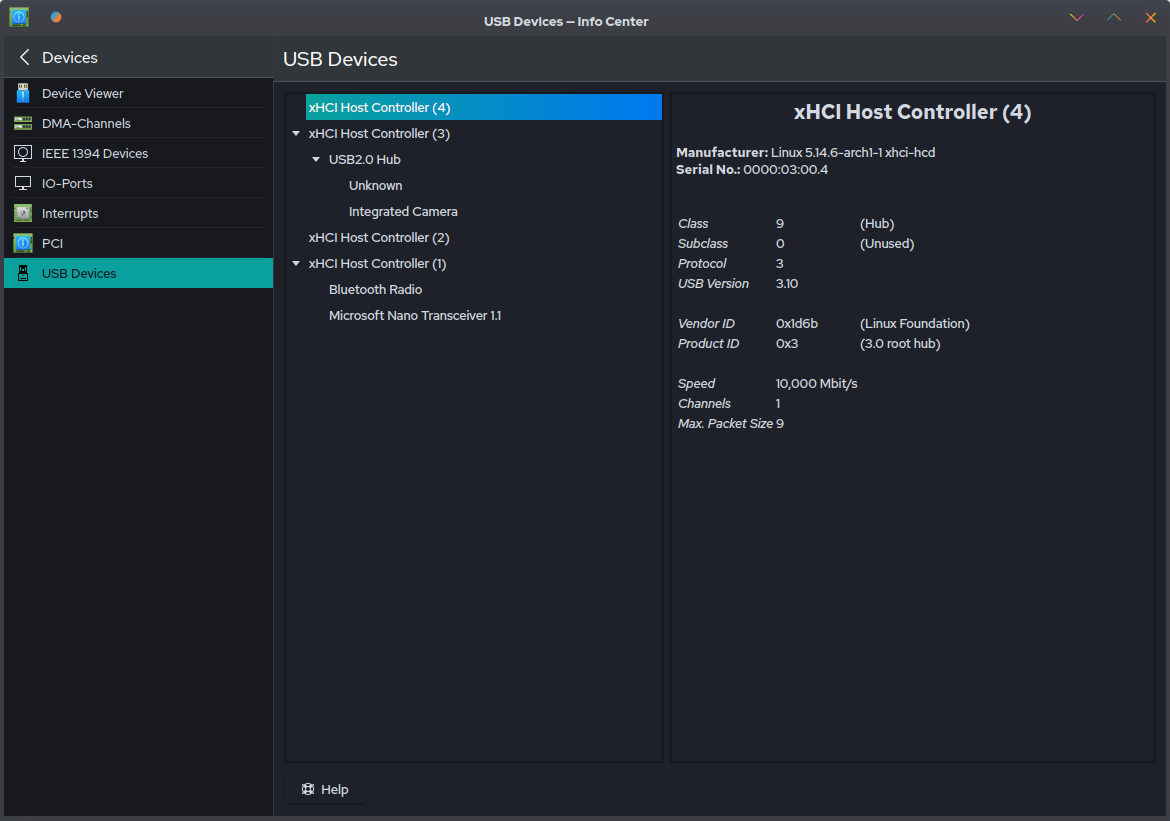
Dispositivos USB